# Cúria Pontifícia
|  | «Cúria Romana» redirigeix aquí. Vegeu-ne altres significats a «cúria romana». |

La Cúria Pontifícia, Cúria Vaticana o Cúria Romana és el conjunt d'òrgans de govern de la Santa Seu i de l'Església Catòlica. Està compost per un grup d'institucions, anomenades dicasteris, sota la direcció del Papa, que exerceixen les funcions legislatives, executives i judicials. Es coordina i proporciona la necessària organització central per al correcte funcionament de l'Església i l'assoliment dels seus objectius. La potestat de la cúria romana es considera vicària del papa:
| «                                                                                 | En l'exercici suprem, ple i immediat del seu poder sobre tota l'Església, el Romà Pontífex se serveix dels dicasteris de la Cúria Romana, que, en conseqüència, realitzen la seva tasca en el seu nom i sota la seva autoritat, per bé de les Esglésies i servei dels sagrats pastors | » |
| — Decret sobre la funció pastoral dels bisbes en l'Església, Christus Dominus, 9. | |   |

Cúria a l'edat mitjana i, posteriorment en el llatí usual, significa "tribunal", més aviat en el sentit de "cort reial", que no pas en el de "tribunal de justícia". La cúria romana, és la cort papal, i assisteix el papa en l'exercici de les seves funcions. La Cúria Romana pot semblar imprecisa en comparació amb els gabinets dels països amb governs de tipus occidental, i només la segona secció de la Secretaria d'Estat, conegut també com la secció de relacions amb els estats, i la Congregació per l'Educació Catòlica, poden comparar-se directament amb els ministeris d'un govern civil.
És normal que cada diòcesi catòlica tingui la seva pròpia cúria per a la seva administració. Per a la diòcesi de Roma, aquestes funcions no es gestionen mitjançant la cúria romana, sinó pel Vicariat General de Sa Santedat per a la Ciutat de Roma, segons el que disposa la constitució apostòlica Ecclesia in Urbe. El vicari general de Roma, tradicionalment un cardenal, i el seu delegat el vicari adjunt, que ostenta el títol personal d'arquebisbe, supervisen la gestió de la diòcesi per delegació d'aquest papa, però no amb més dependència de la cúria romana, com a tal, que altres diòcesis catòliques de tot el món.
Fins recentment, hi havia càrrecs hereditaris a la cúria romana, ostentant títols denominats "funcions" que van finalitzar quan el papa va perdre els estats papals. Una reforma ordenada per Pius X va ser incorporada al Codi de Dret Canònic de 1917. Una altra reorganització va ser començada per Pau VI en 1960. Entre els èxits d'aquesta reforma curial hi ha la modernització d'aquells processos i la internalització de l'equip de la cúria. Aquestes reformes estan reflectides en el segon Codi de Dret Canònic, de 1983.
La composició de la cúria romana, d'acord amb el lloc web oficial de la Santa Seu, consta dels següents òrgans:

## La Secretaria d'Estat

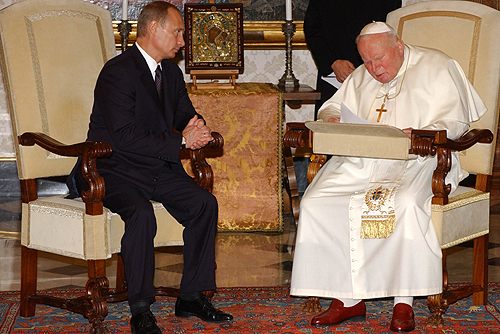
El Papa Joan Pau II durant una audiència privada amb el President de Rússia, Vladímir Putin el 2003.

La Secretaria d'Estat és el dicasteri més antic en la Cúria Romana, el govern de l'Església Catòlica Romana. És presidida pel cardenal secretari d'Estat, actualment (2010) el cardenal Tarcisio Bertone, i exerceix totes les funcions polítiques i diplomàtiques de la Ciutat del Vaticà i la Santa Seu. La Secretaria es divideix en dues seccions, la Secció d'Assumptes Generals (Santa Seu del Ministeri de l'Interior) i la Secció de Relacions amb els Estats (Santa Seu del Ministeri d'Afers Exteriors), coneguda com la primera Secció i Segona Secció, respectivament, creada al segle xv, i és ara el dicasteri que més participa en la coordinació de les activitats de la Santa Seu.

## Les Congregacions
Les Congregacions són un tipus de dicasteri (departament amb jurisdicció) de la Cúria Romana, l'organisme administratiu central de l'Església Catòlica. Cada congregació és dirigida per un prefecte, que és cardenal. Fins fa poc, no era així, sinó que una persona sense títol de cardenal, assignat com a cap de la congregació era nomenat pro-prefecte, fins que era fet cardenal del consistori. Aquesta pràctica ha estat abandonada recentment.

### Congregació per la Doctrina de la Fe
La Congregació per la Doctrina de la Fe (CDF) (llatí: Congregatio pro Doctrina Fidei), anteriorment conegut com la Sagrada Congregació de la Romana i Universal Inquisició, i, de vegades simplement anomenat Sant Ofici és la més antiga de les nou congregacions de la Cúria Romana. Està entre els més actius d'aquests grans departaments curials, i supervisa la doctrina catòlica. La CDF és el nom modern pel que era anteriorment el Sant Ofici de la Inquisició.

### Congregació per les Esglésies Orientals

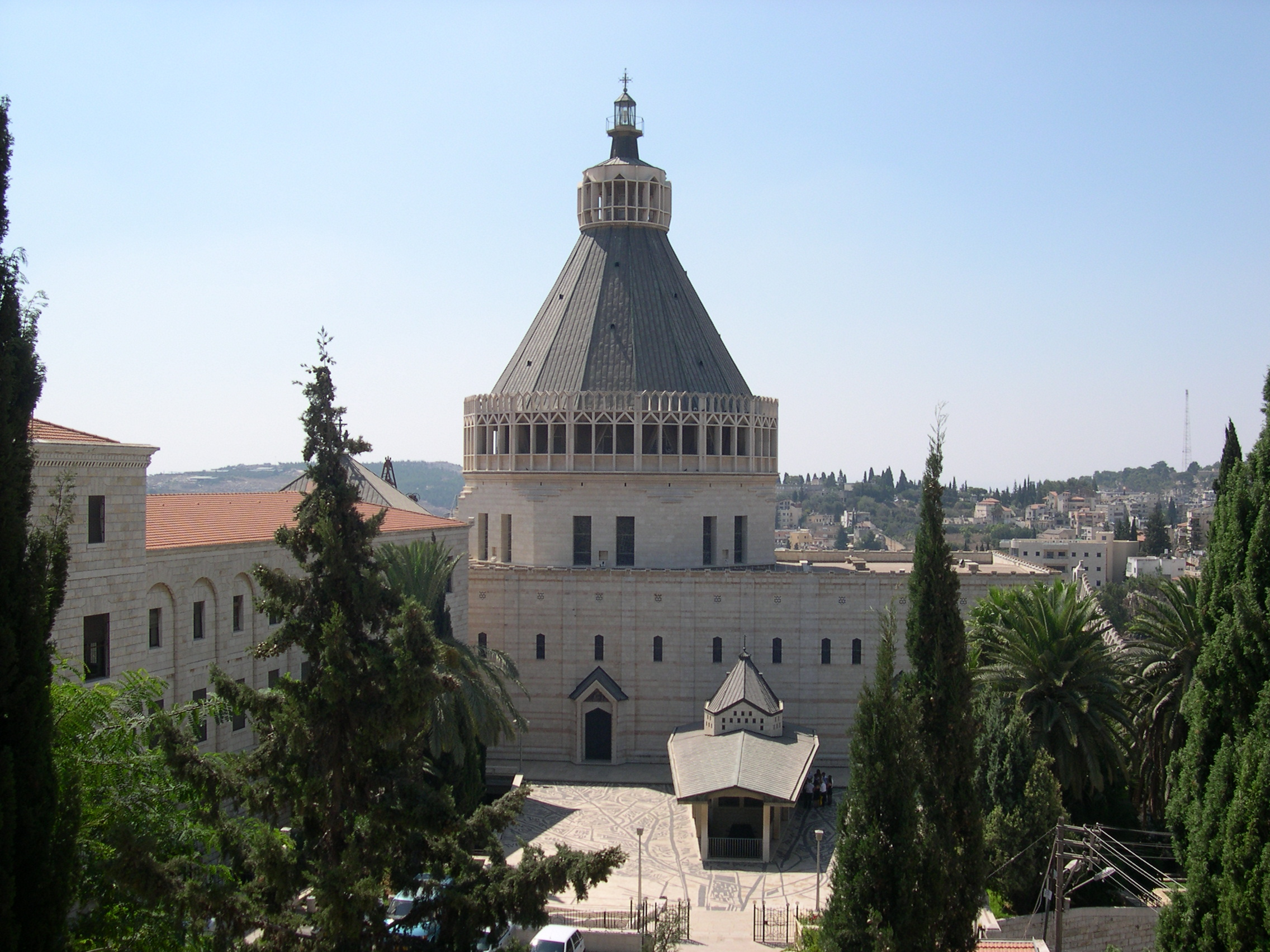
L'Església de l'Anunciació de Natzaret és el més gran edifici de l'església cristiana a l'Orient Mitjà sota la supervisió de la Congregació per a les Esglésies Orientals.

La Congregació per les Esglésies Orientals (en llatí Congregatio pro Ecclesiis Orientalibus) és la congregació de la Cúria Romana encarregada de contactar amb les Esglésies orientals catòliques per tal d'ajudar el seu desenvolupament, per la protecció dels seus drets i també del manteniment d'un conjunt sencer i únic dins de l'Església Catòlica, juntament amb la litúrgia, la disciplina i el patrimoni espiritual del ritu llatí, i l'herència de les diverses tradicions cristianes orientals. Té autoritat exclusiva sobre les següents regions: Egipte i la Península del Sinaí, Eritrea i el nord d'Etiòpia, el sud d'Albània i Bulgària, Xipre, Grècia, Israel, Iran, l'Iraq, Líban, els Territoris Palestins, Síria, Jordània, Turquia i Ucraïna.
La Congregació per a les Esglésies Orientals té l'origen en la Congregatio de Propaganda Fide pro negotiis ritus orientalis fundada pel Papa Pius IX, el 6 de gener de 1862. Inclosos com a membres de la congregació hi ha tots els patriarques catòlics orientals i arquebisbes majors, així com el president del "Pontifici Consell per al Foment de la Unitat dels Cristians" (Pastor Bonus , Arts. 135-138). Va ser creat pel papa Benet XV, l'1 de maig de 1917. El títol de prefecte, va ser mantingut pels papes des de 1917 fins a 1967, amb el cap de la congregació titulat com a secretari.

### Congregació pel Culte Diví i la Disciplina dels Sagraments
La Congregació pel Culte Diví i la Disciplina dels Sagraments (llatí: Congregatio de Cultura Divino et Disciplina Sacramentorum) és la congregació de la Cúria Romana que gestiona la majoria dels assumptes relatius a les pràctiques litúrgiques de l'Església Catòlica llatina a diferència de les Esglésies orientals catòliques i també algunes qüestions tècniques relacionades amb els sagraments. El cardenal Antonio Cañizares Llovera és el cardenal prefecte, el cardenal Francis Arinze és el prefecte emèrit, l'arquebisbe Malcolm Ranjith Patabendige Don és el secretari, i el pare Anthony Ward, SM, és el subsecretari.
És la successora directa de la Sagrada Congregació per a la Disciplina dels Sagraments (Sacra Congregatio de Disciplina Sacramentorum) (1908-1969).

### Congregació per a les Causes dels Sants
La Congregació per les Causes dels Sants (llatí: Congregatio de Causis Sanctorum) és la congregació de la cúria romana que supervisa el complex procés que condueix a la canonització de sants, passant pels passos d'una declaració de "virtuts heroiques" i de "beatificació". Després de preparar un cas, inclosa l'aprovació dels miracles, el cas es presenta al papa, qui decideix si procedir o no a la beatificació o canonització.
El predecessor de la congregació va ser la Sagrada Congregació de Ritus, fundada pel Papa Sixt V, el 22 de gener de 1588 amb la Butlla immensa Aeterni Dei. La congregació tracta de regular dos temes, el culte diví, i les causes dels sants.
El 8 de maig de 1969, el papa Pau VI va emetre la constitució apostòlica Sacra Rituum Congregatio, dividint en dues congregacions, la Congregació per al culte Diví i la Disciplina dels Sagraments. Aquest últim va ser repartit en tres oficines, les de la judicatura, el promotor general de la fe i la històric-jurídica.
Amb els canvis en el procés de canonització introduïda pel papa Joan Pau II el 1983, s'hi va afegir una escola de relators per preparar els casos dels declarats com a servents de Déu.
L'actual prefecte és monsenyor Angelo Amato, el prefecte emèrit és el cardenal José Saraiva Martins i el secretari (nomenat el 5 de maig de 2007) és l'arquebisbe Michele Di Rubert, substituint monsenyor Edward Nowak, que va ser nomenat Assessor Eqüestre de l'Orde del Sant Sepulcre.

### Congregació per a l'evangelització dels pobles
La Congregació per a l'evangelització dels Pobles (llatí: Congregatio pro Gentium Evangelisatione) és la congregació de la cúria romana encarregada de la tasca de missió i les activitats que s'hi relacionen. És potser més coneguda pel seu antic nom, la Sagrada Congregació per a la Propagació de la Fe (Sacra Congregatio de Propaganda Fide). Va ser reanomenada pel papa Joan Pau II el 1982, però la seva missió seguí intacta. El modern concepte de "propaganda" deriva del nom de la congregació i la seva missió; la paraula no va adquirir connotacions negatives fins a les campanyes de propaganda nacionalista de la Primera Guerra Mundial.

### Congregació pel Clergat
La Congregació pel Clergat és la congregació de la cúria romana encarregada de supervisar les qüestions relatives als sacerdots i diaques que no pertanyen a ordes religiosos. El seu prefecte és el cardenal Cláudio Hummes, i el secretari és l'arquebisbe Mauro Piacenza. La congregació pel clergat s'encarrega de les sol·licituds de dispensa del ministeri sacerdotal actiu, així com de la legislació que regula els consells presbiterià i altres organitzacions dels sacerdots de tot el món. La congregació no s'ocupa dels casos d'abús perpetrat per membres de l'Església catòlica, que són tractats exclusivament per la Congregació per la Doctrina de la Fe.

### Congregació pels Instituts de Vida Consagrada i les Societats de Vida Apostòlica
La Congregació pels Instituts de Vida Consagrada i les Societats de Vida Apostòlica (llatí: Congregatio pro Institutis Vitae Consecratae Vitae Apostolicae et Societatibus) és la congregació de la Cúria Romana encarregada de tot allò que es fa als Instituts de Vida Consagrada (ordres i congregacions religioses, tant d'homes com de dones, instituts seculars) i les Societats de Vida Apostòlica pel que fa al seu govern, disciplina, estudis, béns, drets i privilegis.

### Congregació per l'Educació Catòlica
La Congregació per l'Educació Catòlica (pels Seminaris i Instituts d'Estudi) (llatí: Congregatio de institutione Catholica (de Seminariis atque Studiorum Institutis)) és la congregació pontifica de la cúria romana encarregada de:
- Seminaris (a excepció dels regulats per les congregacions per l'evangelització dels pobles i per les esglésies orientals) i cases de formació dels instituts religiosos i seculars;
- Universitats, facultats, instituts i escoles superiors d'estudi, ja siguin eclesiàstiques o civils dependent de persones eclesiàstiques, i
- Les escoles i els instituts d'ensenyament en funció de les autoritats eclesiàstiques.

### Congregació pels Bisbes
La Congregació pels Bisbes (Congregatio pro Episcopis en llatí) és la congregació de la Cúria Romana que supervisa la selecció de nous bisbes que no estan en territoris de missió o de les zones que es trobin sota la jurisdicció de la Congregació per a les Esglésies orientals que s'ocupen dels catòlics de l'Est, a l'espera d'aprovació papal. Així mateix, estableix el programa de les audiències papals quinquennals als bisbes i organitza la creació de noves diòcesis.